# Valentina (série télévisée, 1993)
Pour les articles homonymes, voir Valentina (homonymie).
Valentina est une telenovela mexicaine diffusée en 1993-1994 sur Canal de las Estrellas.

## Distribution

### Première partie
- Verónica Castro : Valentina Isabel Montero
- Juan Ferrara : Fernando Alcántara
- Blanca Guerra : Débora Andrade
- Hugo Acosta : Félix
- Guillermo García Cantú : Víctor Luján
- Raúl Meraz : M. Rogelio Montero
- Aurora Molina : Prudencia
- Celia Cruz : Lecumé
- Zaide Silvia Gutiérrez : Rafaela
- Mario Iván Martínez : Maurice Taylor
- Rafael Sánchez Navarro : Renato Saldívar
- Dobrina Cristeva : Leticia de Alcántara/Ana María Miranda
- Andrea Legarreta : Constanza "Connie" Basurto
- Mercedes Molto : Luisita Basurto
- Daniel Edid Bracamontes : Antonio "Toñito"
- Lily Blanco : Julia
- Alejandro Ruiz : Pablo Martínez
- Tatiana : Leonor
- Juan Carlos Bonet : Osvaldo
- Manola Saavedra : Madame Irene
- Javier Gómez : Willy
- Aracely : Estela Montero
- Gloria Izaguirre : Rosita
- Angelita Castany : Bárbara
- Pedro Altamirano : Gerardo Antúnez
- Darío T. Pie : Bobby
- Claudio Brook : Alfred Van Dutren
- Eduardo Liñán : Sergent Mijares
- Ofelia Guilmáin : Madame Federica Alcántara
- Joaquín Garrido : Enrique
- Gerardo Franco : Luciano
- Maricruz Nájera : Gloria Luque
- Josefina Echánove : Evangelina
- Dalilah Polanco : Consuelito
- Margarita Isabel : Martha Villalón
- María Moret : Dr. Diana
- Martha Mariana Castro : Marieta
- Vanessa Angers : Lourdes
- Lucero Reynoso : Carmen
- Cecilia Romo : Mère Eugenia
- José Luis González y Carrasco : Dr. Ramírez
- Helio Castillos : Miguel
- Germán Blando : Beltrán
- Sergio Jiménez (es) : Jacinto "El Bokor"

### Deuxième partie
- Verónica Castro : Valentina de los Ángeles "Angelita" Pérez
- Rafael Rojas : Julio Carmona
- Hugo Acosta : José Manuel Corrales
- Mayra Rojas : Rebeca
- Diana Golden : Daniela Valdepeñas de Corrales
- Arturo García Tenorio : Arnulfo Chaparra
- Lucila Mariscal : Amada Paniagua "La Desvielada"
- Yolanda Mérida : Amparo de Pérez
- Manuel "Flaco" Ibáñez : Rigoberto "Rigo" Pérez
- Meche Barba : Eloína
- Enrique Novi (en) : Enrique
- David Ostrosky : Diego
- Norma Lazareno : Alicia de Valdepeñas
- Juan Peláez : Ernesto Valdepeñas
- Yolanda Ciani : Lucrecia de Carmona
- Luis Couturier : Conrado Carmona
- Alicia Montoya : Berta
- Tatiana : Leonor
- Laura Forastieri : Raquel Rivera
- Raúl Meraz : M. Rogelio Montero
- Aurora Molina : Prudencia
- Luis Javier Posada : Jorge
- Daniel Edid Bracamontes : Antonio "Toñito"

## Diffusion internationale
| Pays       | Chaîne                 | Titre     | Série prémière |
| ---------- | ---------------------- | --------- | -------------- |
| Mexique    | Canal de las Estrellas | Valentina | 21 juin 1993   |
| Argentine  | TLNovelas              | Valentina |                |
| Chili      | TLNovelas              | Valentina |                |
| Colombie   | TLNovelas              | Valentina |                |
| Costa Rica | TLNovelas              | Valentina |                |
| Équateur   | TLNovelas              | Valentina |                |
| Guatemala  | TLNovelas              | Valentina |                |
| Panama     | TLNovelas              | Valentina |                |
| Paraguay   | TLNovelas              | Valentina |                |
| Uruguay    | TLNovelas              | Valentina |                |
| Venezuela  | TLNovelas              | Valentina |                |
| États-Unis | Univisión              | Valentina |                |
| États-Unis | Galavisión             | Valentina |                |

### Sources
- (es) Cet article est partiellement ou en totalité issu de l’article de Wikipédia en espagnol intitulé « Valentina (telenovela de 1993) » (voir la liste des auteurs).